# Colette Becker
Pour les articles homonymes, voir Becker.
Colette Becker, née le 20 août 1932, est une spécialiste de littérature française du XIXe siècle, professeur émérite de littérature française à l'université Paris-Nanterre.

## Biographie
Agrégée des lettres classiques et grammaire (1957), Colette Becker a commencé sa carrière d'enseignante au collège de Montluçon (1955-1963) avant d'intégrer le lycée Arago, à Paris. Elle est nommée assistante de lettres puis maître-assistante à la Sorbonne en 1968, poste qu'elle occupe jusqu'en 1987. Elle est nommée professeur des lettres à l'Université d'Amiens jusqu'en 1992, année où elle rejoint l'Université de Paris-Nanterre. Elle prend sa retraite en 2000 comme professeur émérite des universités.

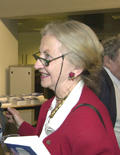
Colette Becker.

Éminente spécialiste de l’œuvre d'Émile Zola et du naturalisme, elle a commenté les principaux ouvrages d’Émile Zola et d’Alphonse Daudet, pour des collections de poche, classiques et classiques scolaires. Elle est l’auteure d’une somme sur Les Rougon-Macquart et a publié une grande partie de la correspondance de Zola
Le 1er octobre 1972, elle prend la parole au Pèlerinage de Médan, pour évoquer la figure de l'ingénieur François Zola, père du romancier.

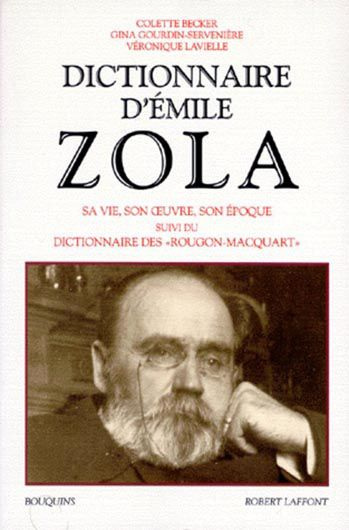
Dictionnaire Émile Zola

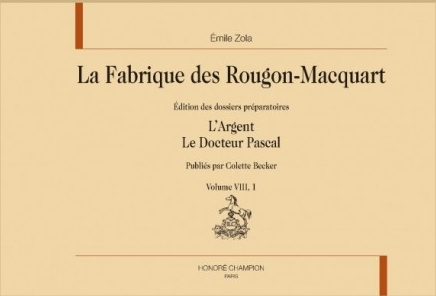
La Fabrique des Rougon-Macquart

Depuis 2003, elle publie, aux éditions Champion, les transcriptions des dossiers préparatoires des Rougon-Macquart de Zola, La Fabrique des Rougon-Macquart. À ce jour, huit volumes sont parus.
Elle est membre de la Société littéraire des amis d'Émile Zola.

### Ouvrages
- Les critiques de notre temps et Zola, Paris, Garnier, 1972, 191 p.
- Le monde de Zola, Paris, CNDP, 1982, 60 p.
- Zola en toutes lettres, Paris, Bordas, 1990, 175 p.
- Les hauts lieux du romantisme en France, Paris, Ed. Bordas, 1991, 271 p. (ISBN 2-04-018437-6))
- Colette Becker, Lire le réalisme et le naturalisme, Paris, Dunod, 1991,1998, 202 p. (ISBN 978-2-10-000174-3)
- Les Apprentissages de Zola, du poète romantique au romancier naturaliste, Paris, PUF, 1993, 414 p.Disponible sur Gallica : https://gallica.bnf.fr/ark:/12148/bpt6k4814924r/f1.item
- Zola : le saut dans les étoiles, Paris, Presses de l’université de Paris III-Sorbonne, 2002, 341 p. (ISBN 978-2-87854-230-1, lire en ligne).
- La Fabrique des Rougon-Macquart, Paris, Champion-Slatkine, 2003-2023 (ISBN 978-2-7453-0825-2).

### Ouvrages collectifs
- Littérature française du XIXe siècle, Arlette Michel, Colette Becker, Mariane Bury, Patrick Berthier, Dominique Millet, Presses Universitaires de France, 1993, Gallica : https://gallica.bnf.fr/ark:/12148/bpt6k48040266/f1.item
- Dictionnaire d'Émile Zola : sa vie, son œuvre,son époque, suivi du Dictionnaire des Rougon-Macquart, sous la direction de Colette Becker, Gina Gourdin-Servenière et Véronique Lavielle, Paris, Laffont, coll. "Bouquins", 1993, 700 p.  (ISBN 978-2221076125).
- Dictionnaire des naturalismes, 2 vol. sous la direction de Colette Becker et Pierre Dufief, Paris, Champion, 2017, 1016 p.  (ISBN 978-2-7453-3438-1).
- Clive Thomson, Quand c'est possible, c'est faisable ! Entretiens mémoriels avec Colette Becker, Neuilly-sur-Seine, Atlande, 2023, 208 p. (ISBN 9782350308715). Cet ouvrage comporte notamment une bibliographie exhaustive des publications de Colette Becker (ouvrages, ouvrages collectifs, éditions, chapitres d'ouvrages, articles, etc...).

### Éditions
- Zola, Émile, Germinal, Œuvres complètes, Les Rougon-Macquart, XIII, Paris, Classiques Garnier, 2017, 740 p.  (ISBN 978-2-8124-3389-4).

### Médias
Une vie, une œuvre : Émile Zola (1840-1902), la fabrique d'une œuvre, France Culture, 25 février 1899.